# 프레드 웰러

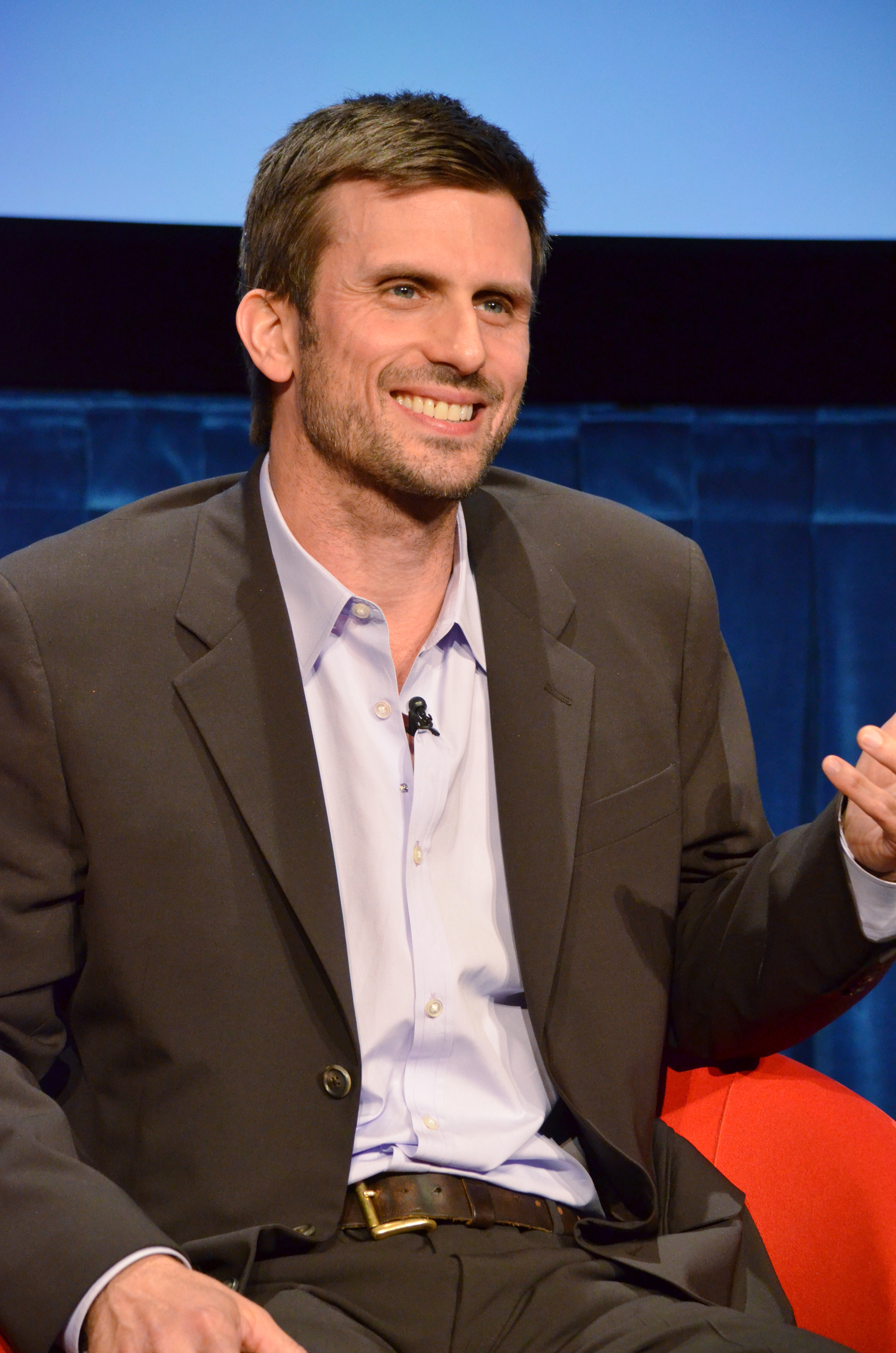

프레드 웰러(Fred Weller, 1966년 4월 18일 ~ )는 미국의 연극 배우, 영화배우, 텔레비전 배우이다.
뉴올리언스에서 태어났다.

## 방송
- 인 플레인 사이트 5
- 인 플레인 사이트 4
- 인 플레인 사이트 3
- 인 플레인 사이트 1

## 영화
- 보살핌의 정석 (2016년)
- 라이프 인 플라이트 (2008년)
- 인 플레인 사이트 (2008년)
- 위험한 관계 (2004년) - 포드 역
- 쉐이프 오브 씽스 (2003년)
- 비즈니스 오브 스트레인저스 (2001년)
- 퍼핏 (1999년)
- 뉴욕 대지진 (1999년)
- 잔인한 달을 만드는 법 (1998년)
- 아마겟돈 (1998년)
- 바스키아 (1996년)
- 스톤웰 (1995년)